# Lipowczyce
Lipowczyce (prononciation [lipɔfˈt͡ʂɨt͡sɛ]) est un village de la gmina de Kodrąb , du powiat de Radomsko, dans la voïvodie de Łódź, situé dans le centre de la Pologne.
Il se situe à environ 6 kilomètres (km) au nord de Kodrąb (siège de la gmina), 17 kilomètres au nord-est de Radomsko (siège du powiat) et 72 kilomètres au sud de la capitale régionale Łódź (capitale de la voïvodie).
Sa population s'élevait approximativement à 180 habitants en 2006.

## Administration
De 1975 à 1998, le village était attaché administrativement à l'ancienne voïvodie de Piotrków.

Depuis 1999, il fait partie de la nouvelle voïvodie de Łódź.